# Je suis malade

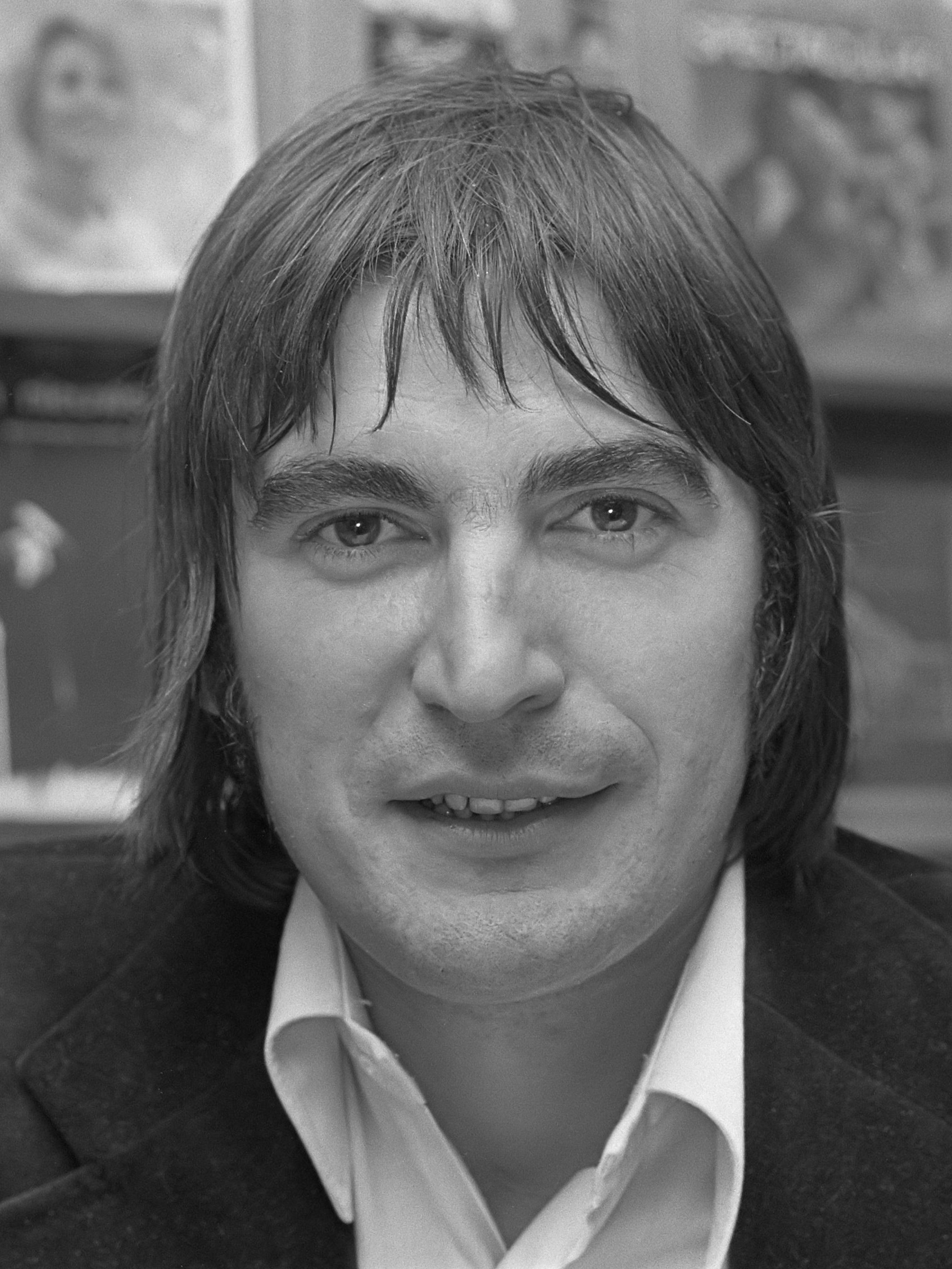
Serge Lama (1974)

Je suis malade (übersetzt: „Ich bin krank“) ist ein Chanson, das erstmals 1973 vom französischen Chansonnier Serge Lama veröffentlicht wurde. Lama schrieb den Text, die Chansonkomponistin Alice Dona die Musik. Das Lied besingt die Liebeskrankheit. Es wurde vor allem durch eine Coverversion von Dalida bekannt und ist seither ein französischer Chansonklassiker, der von mehreren Künstlern interpretiert wurde.

## Inhalt
Das lyrische Ich des Chansons beschreibt, wie es sich fühlt, wenn es von der geliebten Person verlassen wird: Es träumt und raucht nicht mehr, hat keine Zukunft und Vergangenheit, und sein ganzes Leben scheint zu erlöschen. Es fühlt sich krank wie in seiner Kindheit, als ihn seine Mutter des Nachts mit seiner Verzweiflung allein gelassen hat. Zwar erwartet das Ich die geliebte Person wieder, doch es weiß nicht wann oder wo. Die Beziehung verläuft so schon über zwei Jahre, ohne dass es der Geliebten etwas auszumachen scheint. Das Ich ist müde, anderen Fröhlichkeit vorzuspielen, und betrinkt sich jede Nacht. Sein früheres künstlerisches Talent ist verschwunden, es findet keine Lieder und Worte mehr. Wenn die Beziehung so weitergeht, wird es ihn umbringen. Das Ich wird alleine sterben, während es seine Stimme im Radio hört.

## Interpretation
Simon Boulerice beschreibt die Wirkung des Chansons:

« C’est une chanson intense, qui exacerbe la peine amoureuse, qui exsude le désespoir. Elle traduit notre état de délabrement lorsqu’on aime à la folie. »

„Das ist ein intensives Chanson, das die Schmerzen der Liebe übersteigert, das Verzweiflung ausstrahlt. Es übersetzt unseren Zustand der Zerrüttung, wenn man bis zum Wahnsinn liebt.“

Sébastien Ministru nennt Je suis malade das Chason-Drama par excellence. Es sei die Geschichte eines Mannes, der in der Demütigung lebt, keine Freude mehr am Leben zu finden, wenn die geliebte Frau nicht an seiner Seite ist. Gäbe es nicht bereits das berühmte Chanson Ne me quitte pas von Jacques Brel aus dem Jahre 1959, könnte Je suis malade an der Spitze der allertraurigsten Chansons stehen. Doch im Unterschied zu Ne me quitte pas handelt es sich nicht um das Chanson einer Trennung, keine abgeschlossene Geschichte in der Vergangenheit, sondern um eine Geschichte in der Gegenwart, die von einem fortwährenden Prozess des Kommens und Gehens berichtet. Das Aufrechterhalten der Fröhlichkeit spricht für ihn für die Geschichte eines Ehebruchs, die auf Lamas wahre Lebensgeschichte zurückgehe.
Gleichzeitig entdeckt Ministru aber hinter der Beziehung eines Mannes zu seiner Geliebten auch eine zweite Ebene, die von einer zornigen Abrechnung eine Sohnes mit seiner Mutter berichtet, der er vorwirft, ihn alleine gelassen zu haben, bis er sich wie ein Waisenkind fühlte. Serge Lamas Vater war ursprünglich Opernsänger, gab aber seine künstlerischen Ambitionen auf Drängen seiner Frau auf, um eine Arbeit anzunehmen und seine Familie zu ernähren. Vor diesem Hintergrund lassen sich die Passagen vom Verlust der künstlerischen Potenz am Ende des Chansons für Ministru auf die Lebensgeschichte des Vaters übertragen, der durch eine Frau seiner Lieder und Worte beraubt worden war. Im Namen des kastrierten Vaters tötet der Sohn nun die Mutter.

## Geschichte

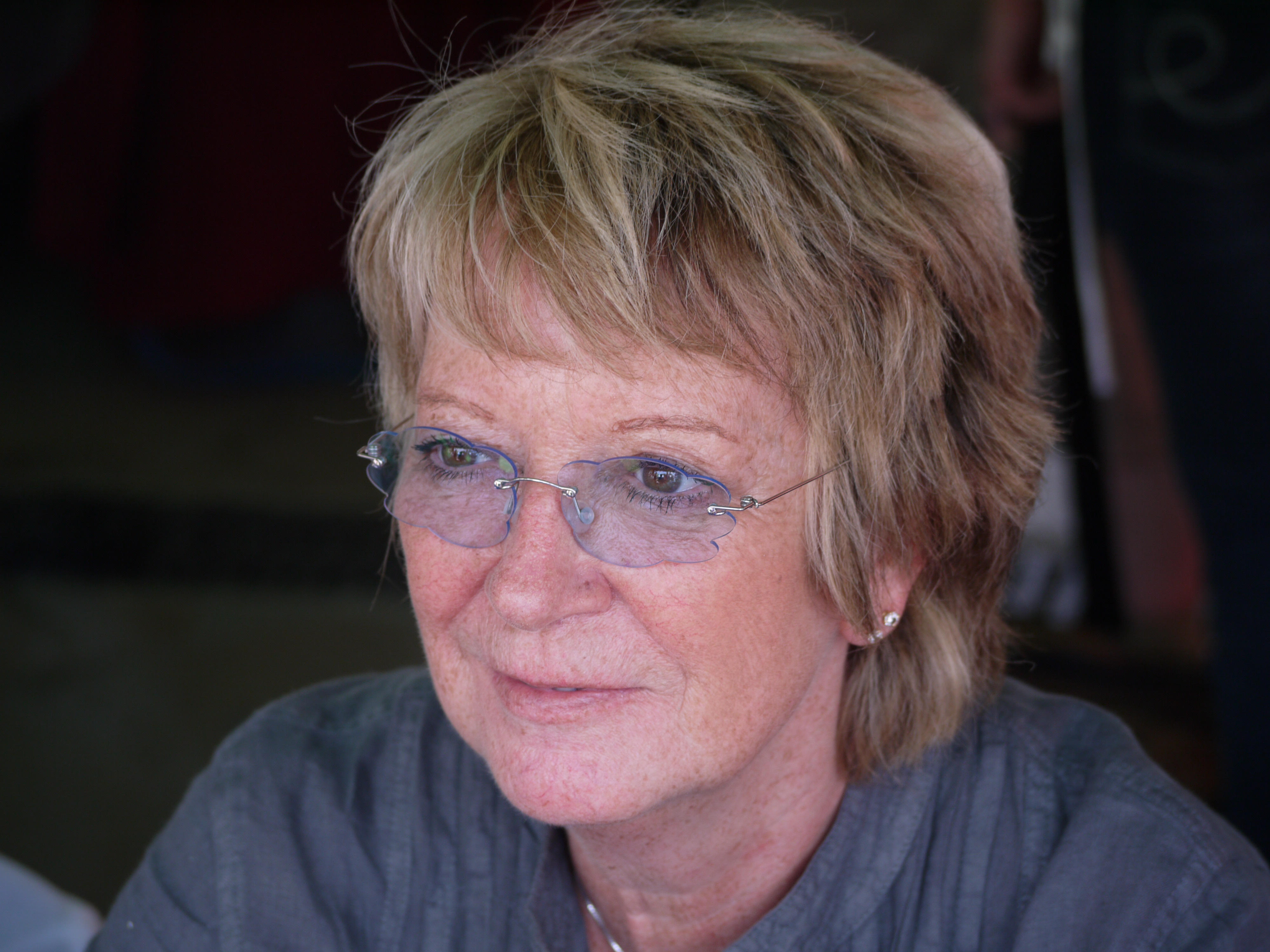
Alice Dona (2009)

Je suis malade entstand nach unterschiedlichen Quellen 1971 oder im Frühjahr 1972 in der Zusammenarbeit von Serge Lama und Alice Dona. Die beiden Chanson-Autoren arbeiteten seit dem Jahr 1971 zusammen, als Lama Frankreich mit dem Chanson Un jardin sur la terre beim Grand Prix Eurovision de la Chanson vertreten hatte. Zwischen den beiden Künstlern entwickelte sich eine enge Freundschaft, so dass sie in ihrem gemeinsamen Arbeitssitzungen häufig auch über ihr Privatleben redeten. Lama hatte zu dieser Zeit gerade seine Ehefrau Daisy Brun verlassen und befand sich in einer Beziehung mit seiner zukünftigen zweiten Ehefrau Michèle Annie Potier, die für den Chansonier wegen der häufigen berufsbedingten Abwesenheit Michèles sehr aufreibend war. Gegenüber Dona brach es aus ihm heraus: „Je n’en peux plus de cette histoire, j’en suis malade, ça me rend malade!“ (übersetzt: „Ich halte diese Geschichte nicht mehr aus, ich habe sie satt, sie macht mich krank!“)
Einige Stunden nach dem Gespräch inspirierten die Worte Dona zu den ersten Noten des Chansons. Nach ihrer Erinnerung brauchte sie nur 15 Minuten, um die gesamte Musik zu schreiben. Sie sei ihr von ganz alleine gekommen, so einfach, dass sie sich fast dafür schämte. In ihren Memoiren fand sie dafür den Ausdruck: „La mélodie m’a été soufflée par les anges“. (übersetzt: „Die Melodie wurde mir von den Engeln eingeflüstert.“) Zwei Monate später, als Lama von einer langen Sommertournee zurückkehrte, spielte sie ihm das Lied erstmals am Klavier vor. Lama war von dem Chanson sofort angetan und schrieb den Text dazu. Auch er soll für den Text nur zwei Stunden gebraucht haben.
Lamas Plattenfirma Philips zeigte sich von dem Chanson allerdings wenig begeistert. Die Verantwortlichen waren der Meinung, dass ein Wort wie „krank“ im Titel eines Chansons gänzlich ungeeignet für einen kommerziellen Erfolg sei, weil es beim breiten Publikum negative Emotionen und Assoziationen an Ether, Apotheke, Diät und Thermometer wecke. Lama brachte das Chanson zwar auf seiner nächsten LP unter, die im Januar 1973 erschien, doch ausgekoppelt als Single wurde Les P’tites Femmes de Pigalle, das zu einem großen Erfolg wurde.
Den Erfolg von Je suis malade verdankte Lama nicht zuletzt Dalida, die das Lied nach seinen eigenen Worten interpretierte, wie niemand sonst. Für Dalida hatte das Chanson eine ganz besondere persönliche Note, da sie nach dem frühen Tod ihres Vaters tatsächlich nachts oft von ihrer Mutter alleine gelassen worden war, ohne zu wissen, wann diese wieder zurückkehrt. Zwar riet Dalidas Umfeld ihr von der Interpretation eines solch tragischen Chansons ab, doch veröffentlichte sie es 1973 als B-Seite einer Single und feierte insbesondere Anfang des Jahres 1974 Erfolge bei einem bewegenden Auftritt im Pariser Olympia. Im Jahr 2007 nahm Lama auf seinem Album Pluri(elles) ein virtuelles Duett mit der bereits 1987 verstorbenen Dalida auf.
Im Lauf der Jahre wurde Je suis malade zu einem Klassiker des französischen Chansons, das von zahlreichen bekannten Interpreten gesungen wurde. Coverversionen stammen unter anderem von Ornella Vanoni (1973), Mireille Mathieu (1975), Lara Fabian (1994), Richard Anthony (1996), Thierry Amiel (2003), Tereza Kesovija (2008) sowie Alice Dona und Jean-Félix Lalanne (2013).